# Jens Byggmark
Jens Pontus Byggmark (Örebro, 22 agosto 1985) è un ex sciatore alpino svedese specialista dello slalom speciale.

## Biografia

### Stagioni 2001-2008
Slalomista puro originario di Tärnaby e attivo in gare FIS dal dicembre del 2000, Byggmark ha esordito in Coppa Europa il 2 dicembre 2003 a Åre, senza qualificarsi per la seconda manche, e in Coppa del Mondo di sci alpino il 23 gennaio 2005 a Kitzbühel, senza completare la prima manche. Il 15 dicembre 2005 a Obereggen ha colto il suo primo podio in Coppa Europa (2º) e un mese dopo, il 15 gennaio 2006 a Oberjoch, ha vinto la sua prima gara nel circuito continentale.
In Coppa del Mondo ha conquistato la prima vittoria, nonché primo podio, il 27 gennaio 2007 a Kitzbühel e il giorno successivo ha vinto nuovamente sulla Streif, che in quella stagione ospitò lo slalom speciale di Kitzbühel in luogo della consueta Ganslern; questi sono stati i suoi unici successi nel circuito. Ai successivi Mondiali di Åre, suo esordio iridato, ha vinto la medaglia d'argento nella gara a squadre, mentre non ha concluso le altre prove cui ha preso parte (oltre allo slalom speciale, lo slalom gigante e la supercombinata).

### Stagioni 2009-2017
Anche ai Mondiali di Val-d'Isère 2009 ha gareggiato, oltre che nello slalom speciale, nello slalom gigante, ma non ha nuovamente portato a termine le prove. Ai XXI Giochi olimpici invernali di Vancouver 2010, sua unica presenza olimpica, si è classificato 22º. Ai Mondiali di Garmisch-Partenkirchen 2011 ha vinto la medaglia d'argento, mentre a quelli di Schladming 2013 è stato 8º nello slalom speciale e ha vinto la medaglia d'argento nella gara a squadre (partecipando come riserva).

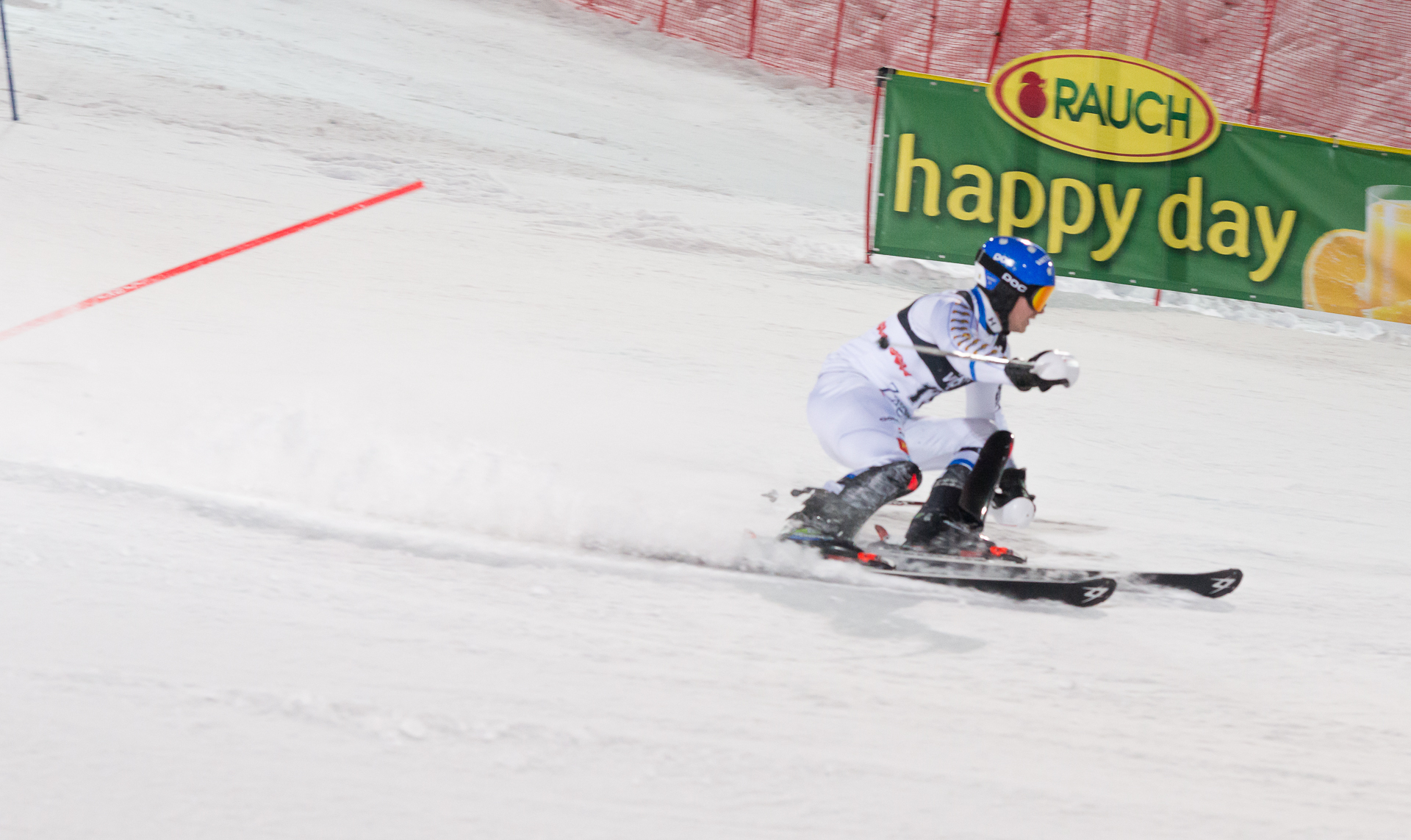
Byggmark in gara a Zagabria Sljeme il 7 gennaio 2015

Il 22 dicembre 2014 ha colto a Madonna di Campiglio il suo ultimo podio in Coppa del Mondo (3º) e ai Mondiali di Vail/Beaver Creek 2015, suo congedo iridato, non ha completato la gara. Si è ritirato al termine della stagione 2016-2017; la sua ultima gara in carriera è stato lo slalom gigante di Coppa del Mondo disputato ad Adelboden l'8 gennaio, non completato da Byggmark.

## Palmarès

### Mondiali
- 3 medaglie:
  - 3 argenti (gara a squadre a Åre 2007; slalom speciale a Garmisch-Partenkirchen 2011; gara a squadre a Schladming 2013)

### Coppa del Mondo
- Miglior piazzamento in classifica generale: 15º nel 2007
- 8 podi (tutti in slalom speciale):
  - 2 vittorie
  - 4 secondi posti
  - 2 terzi posti

#### Coppa del Mondo - vittorie
| Data            | Località  | Paese   | Specialità |
| --------------- | --------- | ------- | ---------- |
| 27 gennaio 2007 | Kitzbühel | Austria | SL         |
| 28 gennaio 2007 | Kitzbühel | Austria | SL         |

Legenda:

SL = slalom speciale

#### Coppa del Mondo - gare a squadre
- 2 podi:
  - 1 secondo posto
  - 1 terzo posto

### Coppa Europa
- Miglior piazzamento in classifica generale: 4º nel 2006
- Vincitore della classifica di combinata nel 2006
- 9 podi:
  - 5 vittorie
  - 4 secondi posti

#### Coppa Europa - vittorie
| Data             | Località       | Paese    | Specialità |
| ---------------- | -------------- | -------- | ---------- |
| 15 gennaio 2006  | Oberjoch       | Germania | SL         |
| 2 febbraio 2006  | Veysonnaz      | Svizzera | SC         |
| 10 marzo 2006    | Kranjska Gora  | Slovenia | SL         |
| 18 dicembre 2009 | Pozza di Fassa | Italia   | SL         |
| 17 dicembre 2010 | Pozza di Fassa | Italia   | SL         |

Legenda:

SL = slalom speciale

SC = supercombinata

### Australia New Zealand Cup
- Miglior piazzamento in classifica generale: 22º nel 2007
- 1 podio:
  - 1 secondo posto

### Campionati svedesi
- 2 medaglie:
  - 1 argento (supergigante nel 2005)
  - 1 bronzo (discesa libera nel 2005)